# Gunilla Knutsson
Gunilla Knutsson, född 14 november 1940 i Ystad, död 3 februari 2025 i Ystad, var en svensk modell, skådespelerska och författare. Hon utsågs till Fröken Sverige 1961, och var semifinalist i Miss Universum samma år.
Hon är mest känd för en serie Noxzema rakkräm reklamfilmer från 1967 till 1973, där hon uppmanade män att "ta av det, ta av allt". Under 1973 dök hon upp med Joe Namath i en sådan reklamfilm när han var stjärnbacken för New York Jets amerikanska fotbollslag.
Gunilla Knutsson blev senare talesperson och vice VD för försäljning av Rose Milk Skin Care Lotion. Knutsson var på omslaget till tidningen Life den 11 december 1970, med rubriken 'Modell Gunilla Knutsson äger en hälsokostbutik', en tresidig artikel med titeln "The Move To Eat Natural"
År 1979 gav The Beaver County Times ut en artikel, "The Gunilla Knutsson Saga", där hon berättade om sin vardag som verkställande gift kvinna. På 1990-talet arbetade hon som vinprovare för Sabrina Wine Importers och som gymnastiklärare vid Buckley Elementary School på Manhattan.

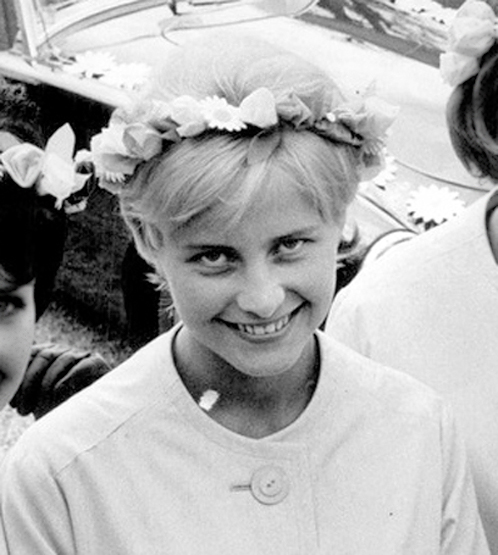
Gunilla Knutsson som Fröken Sverige 1961.